# Ethiopian Television
ETV (Ethiopian Television) es un canal de televisión que pertenece al gobierno de Etiopía. Hasta 2016 fue el único canal de televisión en el país debido a que no había televisoras privadas. Su programación incluye noticias, deportes, música y entretenimiento. Se emite en tres idiomas etíopes (amárico, oromo y tigriña) así como en inglés.
ETV posee varios programas de entretención, como por ejemplo Ethiopian Idol, el cual es bastante similar a American Idol, pero que añade competencias de baile. En los últimos años, ETV transmite algunos partidos semanales de algunas ligas europeas de fútbol además de partidos internacionales. ETV transmite sus programas en 4 estaciones satelitales.

## Historia
Ethiopian Television fue fundada en 1964 con ayuda de la empresa británica Thomson. Fue creada para transmitir la cumbre de la Organización de la Unidad Africana (OUA) que tuvo lugar en Addis Abeba ese mismo año. Las transmisiones en color se iniciaron en 1982, en conmemoración de la fundación del Partido de los Trabajadores de Etiopía. La actual estructura de ETV fue establecida en 1987 con la Proclama 114/87.

## Canales
ETV posee dos canales que transmiten en Etiopía:
- ETV1 - El canal principal con cobertura las 24 horas, con contenidos enfocados en cultura, política, documentales, economía y películas.
- ETV2 - Un canal enfocado principalmente a Adís Abeba que también incluye programación en inglés, francés y árabe.